# Feketehátú billegető
A feketehátú billegető (Motacilla lugens) a madarak osztályának verébalakúak (Passeriformes) rendjébe és a billegetőfélék (Motacillidae) családjába tartozó faj.
Sokáig a barázdabillegető (Motacilla alba) alfajaként tartották nyilván Motacilla alba lugens néven.

## Előfordulása
Kína keleti részén, a Koreai-félszigeten, Kamcsatka és a Kuril-szigetek területén honos. Ezenkívül előfordul Japán szigetei közül Hokkaido és Honsú szigetén is.

## Alfajai
- Motacilla lugens alboides
- Motacilla lugens leucopsis
- Motacilla lugens lugens

## Megjelenése
A feje teteje, tarkója, háti része és a torka fekete.
|  |  |